# Liste des monuments historiques de Grasse
Cet article recense les monuments historiques de Grasse, en France.

## Statistiques
Grasse compte 25 édifices comportant au moins une protection au titre des monuments historiques, soit 6 % des monuments historiques du département du Alpes-Maritimes. Sept édifices comportent au moins une partie classée ; les 18 autres sont inscrits.
Le graphique suivant résume le nombre d'actes de protection par décennies :

## Liste
| Monument                                    | Adresse                                 | Coordonnées                      | Notice         | Protection     | Date      | Illustration                                |
| ------------------------------------------- | --------------------------------------- | -------------------------------- | -------------- | -------------- | --------- | ------------------------------------------- |
| Cathédrale Notre-Dame-du-Puy                |                                         | 43° 39′ 28″ nord, 6° 55′ 29″ est | « PA00080727 » | Classé         | 1920      | Cathédrale Notre-Dame-du-Puy                |
| Chapelle Saint-Thomas de Grasse             |                                         | 43° 39′ 28″ nord, 6° 55′ 25″ est | « PA00080728 » | Inscrit        | 1931      | Chapelle Saint-Thomas de Grasse             |
| Château de la Ferrage                       | 93 chemin de l'Orme                     | 43° 38′ 56″ nord, 6° 56′ 42″ est | « PA00080932 » | Inscrit Classé | 1989 1992 | Château de la Ferrage                       |
| Château de Saint-Donat (Grasse)             | La Paoute                               | 43° 37′ 49″ nord, 6° 57′ 13″ est | « PA00080933 » | Inscrit        | 1990      | Image manquante Téléverser                  |
| Église de l'Oratoire                        | Rue de l'Oratoire                       | 43° 39′ 34″ nord, 6° 55′ 25″ est | « PA00080729 » | Inscrit        | 1941      | Église de l'Oratoire                        |
| Église Saint-Laurent-de-Magagnosc de Grasse | Magagnosc                               | 43° 40′ 48″ nord, 6° 57′ 38″ est | « PA00080730 » | Inscrit        | 1968      | Église Saint-Laurent-de-Magagnosc de Grasse |
| Fontaine publique                           | Place aux Aires                         | 43° 39′ 35″ nord, 6° 55′ 23″ est | « PA00080731 » | Inscrit        | 1931      | Fontaine publique                           |
| Fontaine de la Sagesse                      | Cours Honoré Cresp                      | 43° 39′ 25″ nord, 6° 55′ 14″ est | « PA06000054 » | Inscrit        | 2019      | Fontaine de la Sagesse                      |
| Nouvel hôtel de Clapiers-Cabris             | 16 boulevard Fragonard                  | 43° 39′ 25″ nord, 6° 55′ 21″ est | « PA00080732 » | Inscrit        | 1962      | Nouvel hôtel de Clapiers-Cabris             |
| Hôtel Court de Fontmichel                   | 18 rue Amiral-de-Grasse                 | 43° 39′ 30″ nord, 6° 55′ 22″ est | « PA00080733 » | Inscrit        | 1965 1966 | Hôtel Court de Fontmichel                   |
| Hôtel Fanton d'Andon                        | 14 rue Gazan                            | 43° 39′ 29″ nord, 6° 55′ 26″ est | « PA00080734 » | Inscrit        | 1966      | Hôtel Fanton d'Andon                        |
| Hôtel de Pontèves                           | 2 boulevard du Jeu-de-Ballon            | 43° 39′ 30″ nord, 6° 55′ 19″ est | « PA00080735 » | Inscrit Classé | 1979      | Hôtel de Pontèves                           |
| Maison                                      | 3 rue de Mougins-Roquefort Rue Repitrel | 43° 39′ 31″ nord, 6° 55′ 25″ est | « PA00080738 » | Inscrit        | 1936      | Maison                                      |
| Maison                                      | 15 rue de Mougins-Roquefort             | 43° 39′ 30″ nord, 6° 55′ 27″ est | « PA00080737 » | Inscrit        | 1936      | Maison                                      |
| Maison Tournaire                            | Place de la Roque                       | 43° 39′ 35″ nord, 6° 55′ 33″ est | « PA00080739 » | Inscrit        | 1932      | Maison Tournaire                            |
| Monument à Léon Chiris                      | Boulevard Fragonard                     | 43° 39′ 27″ nord, 6° 55′ 24″ est | « PA06000032 » | Inscrit        | 2009      | Monument à Léon Chiris                      |
| Monument aux morts                          | Place du Petit-Puy                      | 43° 39′ 29″ nord, 6° 55′ 26″ est | « PA06000037 » | Inscrit        | 2010      | Monument aux morts                          |
| Palais épiscopal de Grasse                  |                                         | 43° 39′ 29″ nord, 6° 55′ 29″ est | « PA00080740 » | Classé         | 1937      | Palais épiscopal de Grasse                  |
| Parfumerie Roure-Bertrand                   | 57 avenue Pierre-Sémard                 | 43° 39′ 24″ nord, 6° 55′ 52″ est | « PA06000024 » | Inscrit        | 2004      | Parfumerie Roure-Bertrand                   |
| Parfumeries Chiris                          | 19-23 avenue Pierre-Sémard              | 43° 39′ 22″ nord, 6° 55′ 31″ est | « PA00080934 » | Inscrit        | 1989      | Parfumeries Chiris                          |
| Porte Neuve                                 |                                         | 43° 39′ 32″ nord, 6° 55′ 33″ est | « PA00080741 » | Inscrit        | 1925      | Porte Neuve                                 |
| Temple protestant de Grasse                 | 65 Avenue Victoria                      | 43° 39′ 55″ nord, 6° 56′ 05″ est | « PA06000061 » | Inscrit        | 2021      | Temple protestant de Grasse                 |
| Villa d'Andon                               | Route de Nice                           | 43° 40′ 28″ nord, 6° 56′ 45″ est | « PA00125703 » | Classé         | 1995      | Villa d'Andon                               |
| Villa Fragonard                             | 23 boulevard Fragonard                  | 43° 39′ 27″ nord, 6° 55′ 20″ est | « PA00080736 » | Classé Inscrit | 1957 1989 | Villa Fragonard                             |
| Villa Noailles                              | 59 avenue Guy-de-Maupassant             | 43° 39′ 30″ nord, 6° 54′ 30″ est | « PA00080742 » | Inscrit Classé | 1987 1996 | Villa Noailles                              |
| Villa Saint-Jean                            | 91 chemin de Saint-Jean                 | 43° 40′ 09″ nord, 6° 56′ 54″ est | « PA00080964 » | Inscrit        | 1992      | Villa Saint-Jean                            |
| Villa Santa Clara                           | 12 avenue Yves-Emmanuel-Baudoin         | 43° 39′ 30″ nord, 6° 55′ 11″ est | « PA06000031 » | Inscrit        | 2007      | Villa Santa Clara                           |